# Néstor Ortigoza
Néstor Ezequiel Ortigoza este un fotbalist naturalizat paraguayan care în prezent joacă pentru Argentinos Juniors în Primera División Argentina. Și-a început cariera la Argentinos Juniors. În 2005 a fost împrumutat la Nueva Chicago. După întoarcerea sa la Argentinos Juniors, a devenit un om de bază al echipei, pentru ca mai apoi să devină căpitan.
Deoarece tatăl său este paraguayan, a reușit să-și obțină cetățenia, după ce antrenorul naționalei Paraguayului și-a exprimat interesul de a-l convoca.